# 金子幸彦
金子 幸彦（かねこ ゆきひこ、1912年1月5日 - 1994年7月25日）は、日本のロシア文学者、翻訳家。一橋大学名誉教授。

## 生涯
出生から修学期
1912年、東京市・新宿津久戸町で生まれた。私立早稲田中学校を経て、東京外国語学校ロシア語科に進学。在学中に治安維持法違反で逮捕され勾留された。
ロシア文学研究者として
卒業後は、逓信省勤務を経て、1948年に旧制東京商科大学予科非常勤講師となった。1951年、一橋大学社会学部専任講師に採用され、ロシア語を担当。1954年に助教授、1957年に教授昇格。この間、1953年から1972年まで北海道大学スラブ研究センター（現・北海道大学スラブ・ユーラシア研究センター）客員研究員も兼ねた。1977年一橋大学を定年退官。
1994年に死去。

## 研究内容・業績
ニコライ・ドブロリューボフ『オブローモフ主義とは何か』、アレクサンドル・ゲルツェン『過去と思索』、ニコライ・チェルヌイシェフスキーなどのロシア社会思想を翻訳紹介、プーシキン研究翻訳で知られた。
指導学生
一橋大学で長く教鞭を執り、ゼミの指導学生には下記がいる。
- 栗生澤猛夫（北海道大学名誉教授）[3]
- 今井義夫（工学院大学教授）
- 左近毅（大阪市立大学教授）[4]
- 佐々木照央（埼玉大学教授）
- 清水昭雄（志學館大学教授）
- 白倉克文（東京工芸大学教授）
- 多田博一（大東文化大学教授）
- 中村喜和（一橋大学教授）
- 長縄光男（横浜国立大学教授）[3]
- 直野敦（東京大学名誉教授）[5]
- 藤井一行（富山大学教授）
- 渡辺雅司（東京外国語大学名誉教授）[6]

## 著作
著書
- 『プーシキン』日本評論社 1948
- 『ステンカ・ラージン』筑摩書房(世界ノンフィクション全集) 1960[7]
- 『ロシア文学案内』別冊岩波文庫 1961
- 『ロシヤ小説論』岩波書店 1975

訳書
- 『過去と思索』(世界古典文庫 全3巻) アレクサンドル・ゲルツェン著、日本評論社 1947-1950[8]
  - 『ゲルツェン』(世界文学大系 82・83) 筑摩書房 1964-1966[9]
  - 完訳版『過去と思索』(全3巻) 長縄光男 改訳、筑摩書房 1998-1999
    - 改訂新版 岩波文庫 (全7巻) 2024-2025
- 『オブローモフ主義とは何か：今日といふ日はいつ来るか』ドブロリューボフ著、重石正己共訳、弘文堂書房(世界文庫) 1947
  - 新版改題『オブローモフ主義とは何か? 他一編』岩波文庫 1975[10]
  - 新装復刊 2002
- 『プーシキン詩集』新星社 1948
  - 改訂 彌生書房(世界の詩) 1965
  - 岩波文庫 1968、改版1998
- 『生活のための闘い：ドストエフスキーの「罪と罰」について』ピーサレフ著、京王書房 1948
  - 文庫化 岩波文庫 1952
- 『ロシヤにおける革命思想の発達について』ゲルツェン著、岩波文庫 1950
  - 改版 1974、復刊1990・2002
- 『カフカスのとりこ』レールモントフ著、小峰書店(少年少女のための世界文学選) 1951
- 『批評論/ロシヤ民族と社会主義他/モスクワからライプツィヒまで 世界大思想全集』河出書房 1954

ベリンスキー / ゲルツェン / ドブロリューボフ
- 『ゴーリキー 文学論』(世界大思想全集) ゴーリキー著、和久利誓一共訳、河出書房 1954
- 『抜都のリャザニ襲撃/ムーロムの候ピョートルとフェヴローニヤの物語』(世界文学全集) ラヂーシチェフ著、河出書房 1954[11]
- 『イワンのばか』トルストイ著、岩波少年文庫 1955、改版 2000
- 『鋼鉄はいかに鍛えられたか』N・オストロフスキー著、岩波文庫 1955
- 『勇士ルスランとリュドミーラ姫』プーシキン著、岩波少年文庫 1958
- 『父と子』ツルゲーネフ著岩波文庫 1959
- 『ロシアの夜』ヴェーラ・フィグネル著、和田春樹共訳、筑摩書房（世界ノンフィクション全集） 1961
- 『ロシア短篇名作集』編・共訳、学生社 1961
- 『ムツイリほか』(世界文学大系) レールモントフ著、筑摩書房 1962
- 『ルーヂン その前夜』(世界文学大系) ツルゲーネフ著、筑摩書房 1962
  - 新版・筑摩世界文学大系 1972
- 『ドウブローフスキー物語（英語版）』プーシキン著、講談社(少年少女新世界文学全集) 1962
- 『苦悩の中を行く』アレクセイ・トルストイ著、中央公論社(世界の文学) 1967
- 『大尉の娘、エヴゲーニイ・オネーギン』プーシキン著、筑摩書房（世界文学全集）1967
  - 別版 中央公論社(世界の文学)
- 『何をなすべきか』上下、チェルヌィシェーフスキイ著、岩波文庫 1978-1980

記念論集
- 『ロシアの思想と文学 その伝統と変革の道』（恒文社）1977